# Cochapata
Cochapata o Qochapata (posiblemente del quechua qucha lago, pata lugar elevado, ribera, orilla) es un sitio arqueológico en Perú. Se encuentra ubicado en el distrito de Huayopata, provincia de La Convención, en el departamento del Cuzco.